# ديمتريوس نيوتن
ديمتريوس نيوتن (بالإنجليزية: Demetrius Newton)‏ هو سياسي أمريكي، ولد في 15 مارس 1928 في الولايات المتحدة، وتوفي في 11 سبتمبر 2013. حزبياً، نشط في الحزب الديمقراطي. وقد انتخب عضو مجلس نواب ألاباما.